# Оуквил
Вижте пояснителната страница за други значения на Оуквил.
Оуквил (на английски: Oakville) е град в провинция Онтарио, югоизточна Канада. Населението му е около 194 000 души (2016).
Разположен е на 173 метра надморска височина в югоизточния край на Лорънсийските възвишения на западния бряг на езерото Онтарио, на 33 километра югозападно от центъра на Торонто и на 68 километра северозападно от Ниагарския водопад и границата със Съединените щати. Селището е създадено през 1807 година от британски заселници, а днес е промишлено предградие на Торонто с голям завод на автомобилната компания „Форд“.